# Is This Love (Bob Marley & The Wailers)
Is This love è un brano di Bob Marley & the Wailers, presente nell'album Kaya del 1978. Il brano divenne uno dei pezzi di Marley più conosciuti e venne inserita anche nella compilation Legend. Raggiunse il numero 9 nelle classifiche del Regno Unito alla sua uscita nel 1978.

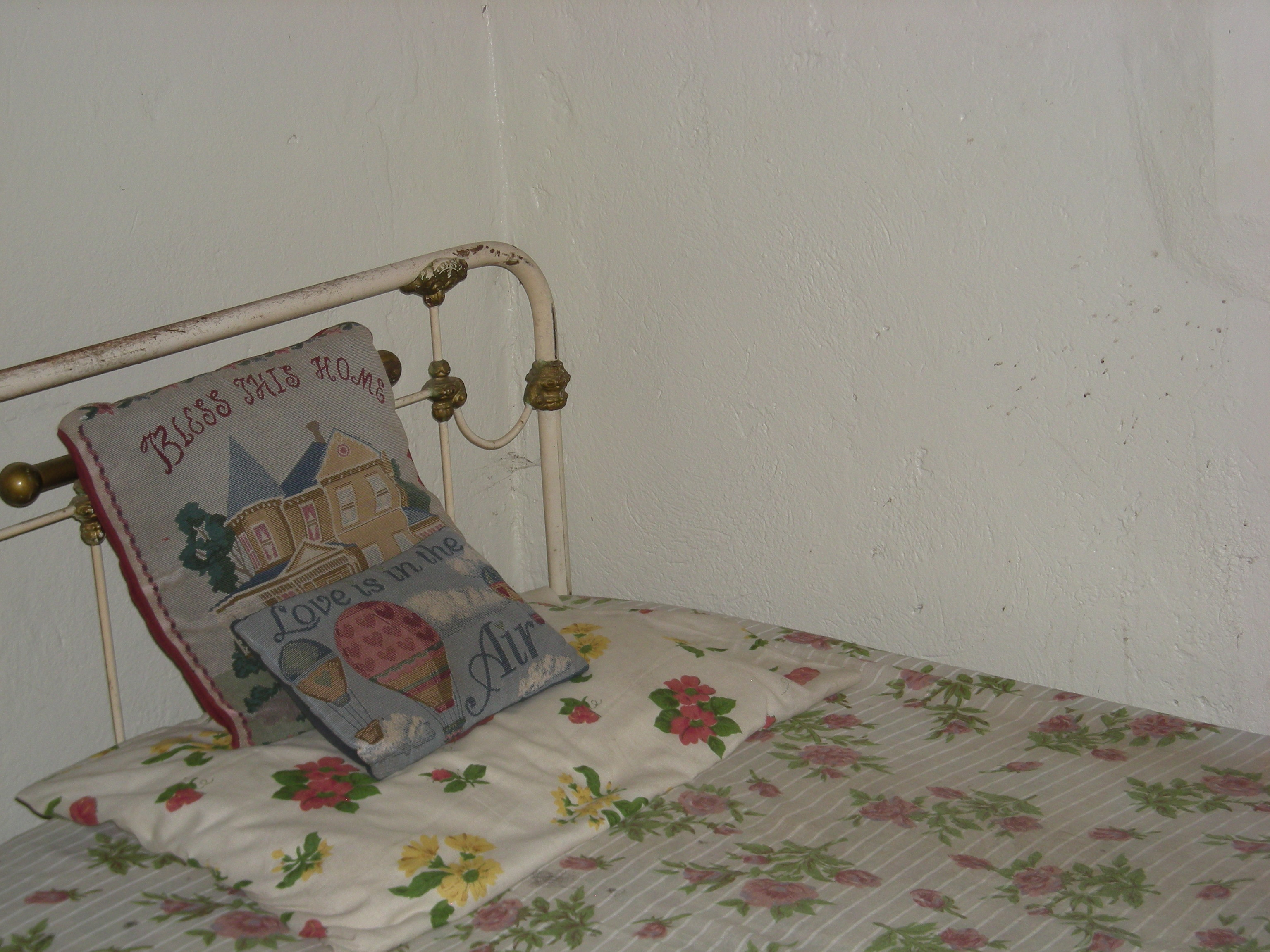
Il letto di Bob Marley a Nine Mile, in Giamaica, presumibile ispirazione per i versi "We'll share the shelter of my single bed"

Nell'album dal vivo Babylon by Bus del 1978 è presente un'interpretazione live.

## Video musicale
È stato anche prodotto un video musicale, girato al Keskidee Arts Centre a Londra; nel video, la top model Naomi Campbell, allora di sette anni, fece la sua prima apparizione agli occhi del pubblico.

## Classifiche
| Classifica (1978) | Posizione massima |
| ----------------- | ----------------- |
| Norvegia          | 8                 |
| Nuova Zelanda     | 8                 |
| Paesi Bassi       | 39                |
| Regno Unito       | 9                 |
| Svezia            | 16                |
| Svizzera          | 57                |

## Nella cultura di massa
- L'artista Rihanna ha prodotto una cover della canzone durante il suo primo tour mondiale Good Girl Gone Bad Tour (2007-2009). La performance è inclusa nel suo album DVD  Good Girl Gone Bad Live .[12]
- Scott Matthews ha inserito la canzone come bonus track nel suo album  Elsewhere .
- La canzone è stata usata come tema per i titoli di coda di Dead or Alive Xtreme Beach Volleyball così come il suo sequel,  Dead or Alive Xtreme 2 .
- Nel 1980, è stata prodotta una cover dalla Pat Travers Band nel loro LP Crash and Burn.
- Nel 1983, Carly Simon ha prodotto una cover della canzone nel suo album Hello Big Man.
- Nel 2004, n'è stata realizzata una cover da Fiorella Mannoia nell'album dal vivo Concerti.
- Nel 2010, è stata prodotta una cover da Corinne Bailey Rae e pubblicata digitalmente come singolo e nell'EP The Love EP nel 2011. Questa versione ha vinto il Grammy Award alla miglior interpretazione R&B ai Grammy Awards 2012.
- La canzone Lay Your Hands on Me di Bon Jovi si apre con il testo "you're ready, I'm willing, and able. Help me lay my cards down on the table", che porta una chiara somiglianza con il testo di Is This Love.
- Adam Lambert ha prodotto una cover della canzone in un set acustico a Sydney, Australia, nell'estate del 2012, così come nel suo tour mondiale We Are Glamily del 2013.[13]
- Nel giugno 2016, è stato remixato da LVNDSCAPE e Leon Bolier, e la versione remix ha raggiunto il numero 16 nel Regno Unito.[14]